# Davi Rossetto
Davi Rossetto de Oliveira Athayde (São Paulo, 27 de julho de 1992), mais conhecido como Davi Rossetto, é um jogador de basquetebol brasileiro.
Atualmente defende o Minas no Novo Basquete Brasil.

## Carreira
Davi começou no basquete na Hebraica, em 2003, com apenas 10 anos de idade. Seguiu para o Círculo Militar, onde ficou até 2005, quando passou a integrar as categorias de base do Pinheiros.

### Pinheiros
Na base do Pinheiros, Rossetto conquistou títulos de categorias de base e conquistou algumas honrarias.  Sendo convocado em 2009 para as seleções sub-17 do Brasil e de São Paulo.
Começou a jogar pelo time adulto na temporada 2010 e fez parte do elenco campeão paulista de 2011. Davi deixou o Pinheiros em busca de mais tempo de quadra.

### Basquete Cearense
Davi assinou pelo Basquete Cearense em 2012. Em sua primeira temporada na equipe de Fortaleza, sofreu com a adaptação e teve pouco tempo de jogo. Na segunda temporada, Davi alternou entre o time principal no NBB e o time sub-22 na Liga de Desenvolvimento de Basquete. No NBB, caiu nas oitavas-de-final, diante do Bauru. Na LDB, a desclassificação veio no octagonal final e Davi foi o líder em assistências da competição.
Em 2014–15, Davi se destacou individualmente e recebeu o prêmio de Jogador Mais Evoluído do NBB, apesar do Basquete Cearense não se classificar aos Playoffs. Davi também conquistou o título da LDB com a equipe sub-22 do B. Cearense, numa campanha invicta (28–0), e foi eleito o MVP da final.

### Seleção Brasileira
Integrou a equipe nacional que disputou os Jogos Pan-Americanos de 2011, em Guadalajara (México). Em 2015, foi convocado para disputar a Universíade.

## Estatísticas

#### Temporada regular do NBB
| Ano      | Equipe      | PJ  | MPJ  | 2P%  | 3P%   | LL%  | RT  | AS  | BR  | TO | PPJ  |
| -------- | ----------- | --- | ---- | ---- | ----- | ---- | --- | --- | --- | -- | ---- |
| 2010–11  | Pinheiros   | 1   | 1.3  | .000 | .000  | .000 | .0  | .0  | .0  | .0 | .0   |
| 2011–12  | Pinheiros   | 11  | 5.0  | .500 | 1.000 | .500 | .5  | .3  | .1  | .1 | .9   |
| 2012–13  | B. Cearense | 34  | 8.0  | .490 | .214  | .571 | .7  | .8  | .3  | .0 | 2.0  |
| 2013–14  | B. Cearense | 30  | 20.6 | .407 | .385  | .673 | 2.0 | 2.9 | 1.0 | .0 | 5.5  |
| 2014–15  | B. Cearense | 29  | 32.2 | .490 | .331  | .813 | 4.1 | 4.6 | 1.2 | .1 | 13.4 |
| 2015–16  | B. Cearense | 28  | 32.4 | .475 | .408  | .838 | 4.0 | 4.9 | .9  | .0 | 13.1 |
| Carreira | Carreira    | 133 | 21.0 | .468 | .364  | .783 | 2.4 | 2.9 | .8  | .0 | 7.5  |

#### Playoffs do NBB
| Ano      | Equipe      | PJ | MPJ  | 2P%  | 3P%  | LL%  | RT  | AS  | BR  | TO | PPJ  |
| -------- | ----------- | -- | ---- | ---- | ---- | ---- | --- | --- | --- | -- | ---- |
| 2012     | Pinheiros   | 4  | 1.3  | .000 | .000 | .500 | .5  | .0  | .3  | .0 | .5   |
| 2013     | B. Cearense | 4  | 14.0 | .333 | .167 | .700 | 2.0 | .3  | .8  | .0 | 4.0  |
| 2014     | B. Cearense | 3  | 33.0 | .412 | .227 | .667 | 4.3 | 5.0 | 1.0 | .0 | 10.3 |
| 2016     | B. Cearense | 4  | 34.1 | .417 | .167 | .833 | 4.0 | 4.5 | 1.3 | .3 | 9.8  |
| Carreira | Carreira    | 15 | 19.8 | .400 | .196 | .724 | 2.6 | 2.3 | .8  | .1 | 5.9  |

## Títulos
Flamengo
- Campeonato Carioca: 2018
- Copa Super 8 de Basquete: 2018
- Campeonato Brasileiro (NBB): 2018-19